# Максимов Віктор Володимирович
Віктор Володимирович Максимов (* 28 квітня 1951) — адмірал, командувач Військово-Морських Сил Збройних Сил України (2010–2012).

## Біографія
Максимов Віктор Володимирович народився 28 квітня 1951 року у Криму.
У 1969 році закінчив Калінінське суворовське військове училище. У 1974 році — Чорноморське вище військово-морське училище імені П. С. Нахімова.
Офіцерську службу розпочав на Балтійському флоті, де пройшов всі командні посади від командира бойової частини ракетного катера до начальника штабу дивізіону малих ракетних кораблів. З 1974 по 1979 рік проходив службу на території Польської Народної Республіки.
У 1985 році закінчив Військово-морську академію в Ленінграді.
З 1985 по 1997 рік службу проходив на Чорноморському флоті. Командував дивізіоном десантних кораблів, обіймав посади начальника штабу бригади та дивізії морських десантних сил, начальника штабу Кримської військово-морської бази, очолював відділ різнорідних сил управління бойової підготовки Чорноморського флоту.
У Військово-Морських силах ЗС України з 1997 року.
З 1997 по 2003 рік — заступник командувача Військово-Морських сил України (Головнокомандувача ВМС України) з бойової підготовки — начальник управління бойової підготовки.
У 2003 — 2004 роках проходив службу на посаді заступника командувача Військово-Морських сил України з озброєння і судноремонту — начальника управління.
З 2004 року обіймав посаду першого заступника командувача Військово-Морських Сил Збройних сил України Тенюха Ігора Йосиповича.
Указом Президента України від 17 березня 2010 року віцеадмірала Максимова Віктора Володимировича призначено на посаду командувача Військово-Морських Сил Збройних сил України.
20 серпня 2010 року командувачу Військово-Морських Сил Збройних Сил України віцеадміралу Максимову В. В. присвоєно військове звання адмірала.
27 червня 2012 року звільнений з посади командувача Військово-Морських Сил Збройних Сил України та з військової служби у запас за станом здоров'я з правом носіння військової форми одягу.
Одружений. Має сина.

## Нагороди

### СРСР
- За мужність і відвагу, виявлені під час виконання спеціального завдання в умовах, поєднаних з ризиком для життя, нагороджений орденом «За особисту мужність».
- Орден «За службу Батьківщині в Збройних Силах СРСР» ІІІ ст.
- Медалі

### Україна
- Орден «За заслуги» III ст. (28 квітня 2011) — за вагомий особистий внесок у зміцнення обороноздатності Української держави, зразкове виконання військового обов'язку, багаторічну сумлінну працю та високий професіоналізм[5]
- Орден Данила Галицького (3 грудня 2008) — за вагомий особистий внесок у зміцнення обороноздатності і безпеки України, зразкове виконання військового обов'язку, високий професіоналізм та з нагоди 17-ї річниці Збройних Сил України[6]
- Іменна вогнепальна зброя
- Нагороджений багатьма медалями та відзнаками Міністерства оборони України
- Повний кавалер відзнаки Міністерства вугільної промисловості України «Шахтарська слава»[7]

### ПНР
- орден «Гриф Поморський»
- медаль «На сторожі миру»